# Піткелево
Піткелево (рос. Питкелево) — присілок у Гатчинському районі Ленінградської області Російської Федерації.
Населення становить 17 осіб. Належить до муніципального утворення Сяськелевське сільське поселення.

## Географія
Населений пункт розташований на південній околиці міста Санкт-Петербурга.

## Історія
Згідно із законом від 16 грудня 2004 року № 113—оз належить до муніципального утворення Сяськелевське сільське поселення.

## Населення
| 1838 | 1848 | 1862 | 1928 | 1997 | 2002 | 2006 |
| ---- | ---- | ---- | ---- | ---- | ---- | ---- |
| 40   | ↘31  | ↘28  | ↗143 | ↘14  | ↗21  | ↘14  |
| 2007 | 2010 | 2012 | 2013 | 2017 |      |      |
| ↗18  | ↗41  | ↘20  | ↘16  | ↗17  |      |      |